# Cas Capiscol
Cas Capiscol es un barrio de la ciudad de Palma de Mallorca, Baleares, España.
Se encuentra delimitado por los barrios de Secar de la Real, Amanecer, La Indiotería y Campo Redondo.
Alcanzaba en el año 2007 la cifra de 8.537 habitantes.
- Datos: Q8341527